# ماهیچه کوتاه دورکننده شست دست
ماهیچه کوتاه دورکننده شست دست (انگلیسی: Abductor pollicis brevis muscle) کار دور کردن شست دست را برعهده دارد.
خاستگاه آن تکمه‌های استخوان ناوی (scaphoid) و استخوان چهارپهلو (ذوزنقه‌ای)، و رباط عرضی مچ دست است.
پیوندگاه آن رویه جانبی پایه بند پروکسیمال شست دست و عصب‌گیری‌اش از عصب میانی (مدین) است.

## نگارخانه

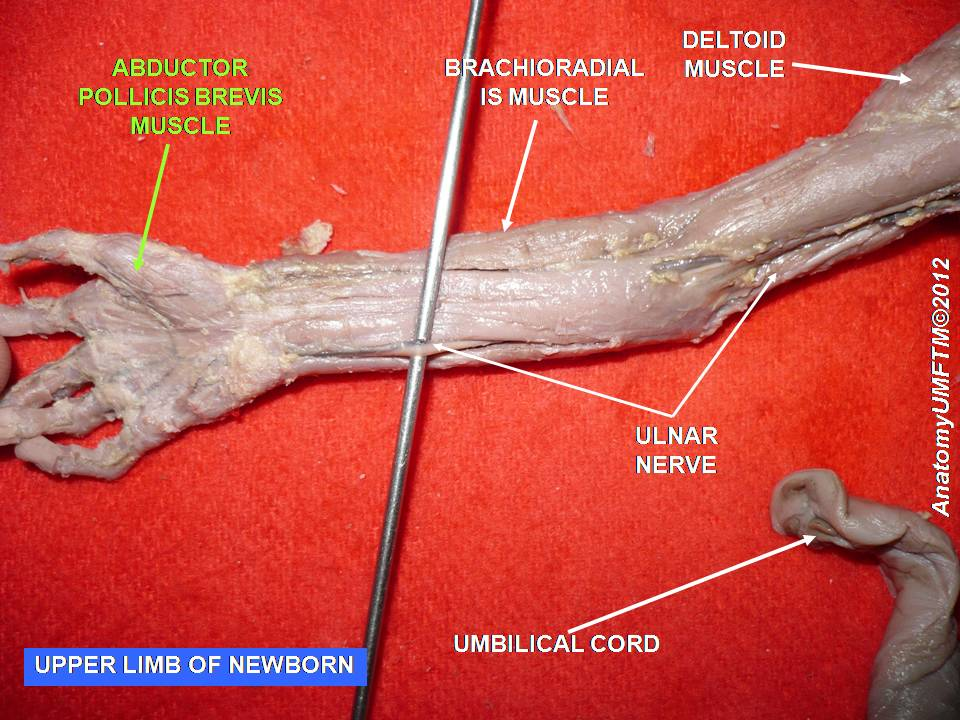